# Dexosarcophaga uruguayensis
Dexosarcophaga uruguayensis är en tvåvingeart som beskrevs av Guilherme A.M.Lopes 1982. Dexosarcophaga uruguayensis ingår i släktet Dexosarcophaga och familjen köttflugor.
Artens utbredningsområde är Uruguay. Inga underarter finns listade i Catalogue of Life.